# Automatisk mätaravläsning
AMR är en förkortning för det engelska Automatic Meter Reading, på svenska automatisk mätaravläsning, omfattande lösningar för att automatiskt och på distans läsa av el-, fjärrvärme-, gas- och vattenmätare och förmedla den avlästa information till energidistributören som underlag för fakturering och analys.
I enklare lösningar överförs endast uppgifter om energiförbrukningen vid förprogrammerade tidpunkter, mer avancerade varianter kan kontaktas vid behov för momentanöverföringar och kan ge information om en mängd variabler som till exempel strömavbrott och spänningsnivåer från elmätare samt temperaturer och vattenflöde från fjärrvärmemätare. Uppgifterna överförs till ett mätvärdesinsamlingssystem och lagras i en mätvärdesdatabas.
Den primära nyttan med fjärravläsning är möjlighet att fakturera kunden enligt uppmätt förbrukning i stället för att använda preliminär- och slutdebitering. Tillgång till andra parametrar som spänningsnivåer och temperaturer ger dessutom energidistributören möjlighet att optimera samt upptäcka och åtgärda potentiella problem i överföringsnätet.
Lösningar för AMR bygger på en mängd överföringstekniker där följande varianter är de vanligaste:

- radionät med kort räckvidd för halvautomatisk avläsning med hjälp av en mobil avläsningsenhet, så kallad "drive by"
- radionät med kort räckvidd och en fast uppsamlingspunkt, en så kallad multipunkt eller koncentrator, som med annat kommunikationsmedium vidarebefordrar avläst information
- avläsning via GPRS
- avläsning via GSM-modem
- avläsning via analoga modem
- avläsning via radiomodem
- avläsning över elnätet, "PLC" eller "Power Line Communication", dessa lösningar omfattar ofta multipunkter
- fältbussar, till exempel M-Bus, mellan energimätare och multipunkt

Multipunkterna kommunicerar vanligen via analoga modem, GSM-modem, GPRS, radiomodem eller bredband med mätvärdesinsamlingssystemet.
I Sverige har riksdagen beslutat att samtliga elmätare ska avläsas månatligen senast fr.o.m. 1 juli 2009.